# Бахчеліевлер
Бахчеліевлер (тур. Bahçelievler що означає «будинки з садами») — великий житловий район середнього класу у Стамбулі, Туреччина, у фракійській стороні міста. 
Охоплює 5% території Стамбула та є домівкою для понад 570 000 людей.
До 1992 року був у складі району Бакиркьой. 

## Географія
Бахчеліевлер межує з Кючюкчекмедже на сході, Багджиларом на півночі, Гюнгьореном на сході та Бакиркеєм на півдні.
Має у складі мікрорайони:
- Джумхуріє[tr],
- Чобанчешме[tr],
- Февзі Чакмак[tr],
- Хюррієт[tr],
- Коджасінан[tr],
- Сіявушпаша[tr],
- Соганли[tr],
- Ширіневлер[tr],
- Єнібосна[tr],
- Зафер[tr]
- Меркез[tr]

## Історія
До 1950-х років на території, де сьогодні розташований район Бахчеліевлер , існували села Кокасінан і Єнібосна. 
Ділянка, на якій розташований Бахчеліевлер, утворена продовженням Бакиркьой на північ від траси О-1 (колишня Е-5).
Населення Бахчеліевлера, як і населення його сусідніх районів, з 1960-х років дуже швидко зросло. 
Населення, яке становило 8500 в 1960 році, зросло до 20881 в 1965 році. 
В 1975 році населення Бахчелієвлера перевищило 100 тисяч.